# Panotrogus swatensis
Panotrogus swatensis är en skalbaggsart som beskrevs av Keith 2002. Panotrogus swatensis ingår i släktet Panotrogus och familjen Melolonthidae. Inga underarter finns listade i Catalogue of Life.